# Sport Áncash

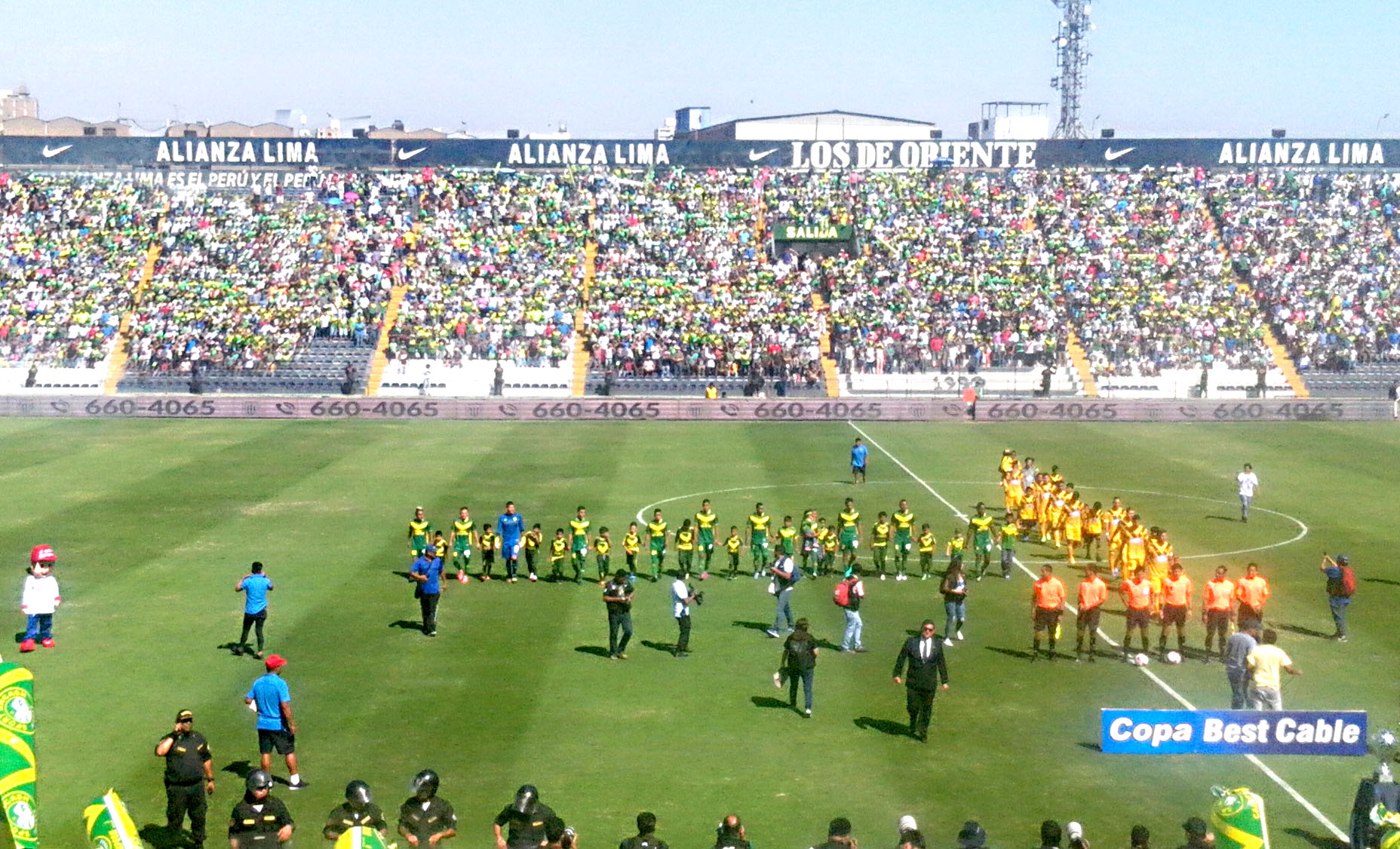
Mannschaft von Sport Ancash bei einem Spiel gegen Cantolao

Sport Áncash ist ein peruanischer Fußballverein aus der Stadt Huaraz. Der Verein wurde am 22. April 1967 gegründet und trägt seine Heimspiele im Rosa Pampa Stadium aus. Aktuell spielt der Verein in der drittklassigen Copa Perú.

## Spielklasse
Sport Áncash gelang im Jahr 2004 unter dem damaligen Trainer Rafael Castañeda erstmals der Aufstieg in die erste peruanische Liga, die Primera Division. Von 2005 bis 2009 gelang es dem Verein, sich in der ersten Spielklasse zu halten. 2009 stieg der Verein in die zweite peruanische Liga, die Segunda Division, ab. Dort trat der Klub bis 2013 an. Dann musste der Spielbetrieb auf Grund hoher Schulden eingestellt werden. Nach einem Neuanfang gelang es dem Klub sich über Erfolge in regionalen Spielklassen erneut für die Segunda Division zu qualifizieren.

## Stadion

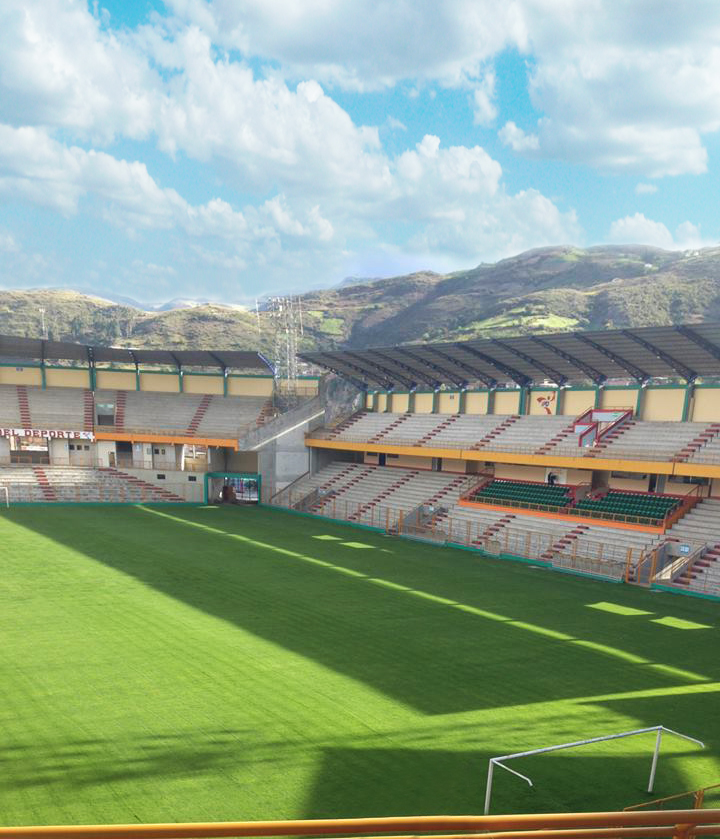
Das Rosa Pampa Stadium

Das Heimstadion von Sport Áncash ist das Estadio Rosas Pampa in Huaraz. Das Stadion bietet 18.000 Zuschauern Platz.

## Erfolge

### National
- Finalist der Copa Inca 2011[4]
- Sieger der Copa Perú 2004[5]

### International
- Qualifikation für die Copa Sudamericana 2008